# Sabikui Bisco
Sabikui Bisco (錆喰いビスコ? lett. "Il mangia-ruggine Bisco") è una light novel scritta da Shinji Cobkubo e illustrata da K Akagishi e mocha, pubblicata da ASCII Media Works dal 10 marzo 2018 al 10 gennaio 2025. Successivamente, dalla light novel è stato creato un adattamento manga serializzato dal 10 aprile 2019 al 10 marzo 2021, un secondo adattamento manga dal 7 dicembre 2021 al 18 ottobre 2022 e una serie televisiva anime trasmessa dall'11 gennaio al 28 marzo 2022.

## Media

### Light novel
La light novel, scritta da Shinji Cobkubo e illustrata da K Akagishi e mocha, è stata pubblicata da ASCII Media Works sotto l'etichetta Dengeki Bunko dal 10 marzo 2018 al 10 gennaio 2025 per un totale di 10 volumi.
| Nº | Data di prima pubblicazione | Data di prima pubblicazione | Data di prima pubblicazione |
| Nº | Giapponese                  | Giapponese                  |                             |
| -- | --------------------------- | --------------------------- | --------------------------- |
| 1  | 10 marzo 2018               | ISBN 978-4-04-893616-3      |                             |
| 2  | 10 agosto 2018              | ISBN 978-4-04-893832-7      |                             |
| 3  | 10 gennaio 2019             | ISBN 978-4-04-912162-9      |                             |
| 4  | 10 luglio 2019              | ISBN 978-4-04-912478-1      |                             |
| 5  | 10 dicembre 2019            | ISBN 978-4-04-912733-1      |                             |
| 6  | 10 giugno 2020              | ISBN 978-4-04-913186-4      |                             |
| 7  | 10 marzo 2021               | ISBN 978-4-04-913267-0      |                             |
| 8  | 8 gennaio 2022              | ISBN 978-4-04-914036-1      |                             |
| 9  | 10 agosto 2023              | ISBN 978-4-04-914037-8      |                             |
| 10 | 10 gennaio 2025             | ISBN 978-4-04-915069-8      |                             |

### Manga

Copertina del primo volume dell'edizione italiana, raffigurante il protagonista Bisco Akaboshi

Dalla light novel è stato tratto un manga, pubblicato da Square Enix sulla rivista digitale Manga Up!. La prima parte del manga è stata disegnata da Yūsuke Takahashi, è stata pubblicata dal 10 aprile 2019 al 3 marzo 2021 e successivamente raccolta in quattro tankōbon.
In Italia la serie è stata annunciata durante il Lucca Comics & Games 2024 da Dynit che la pubblica a partire dal 31 gennaio 2025.
| Nº | Data di prima pubblicazione | Data di prima pubblicazione | Data di prima pubblicazione | Data di prima pubblicazione |
| Nº | Giapponese                  | Giapponese                  | Italiano                    | Italiano                    |
| -- | --------------------------- | --------------------------- | --------------------------- | --------------------------- |
| 1  | 10 dicembre 2019            | ISBN 978-4-75-756411-4      | 31 gennaio 2025             | ISBN 978-88-3355-617-8      |
| 2  | 10 giugno 2020              | ISBN 978-4-75-756725-2      | 31 gennaio 2025             | ISBN 978-88-3355-629-1      |
| 3  | 10 marzo 2021               | ISBN 978-4-75-757137-2      | 31 gennaio 2025             | ISBN 978-88-3355-647-5      |
| 4  | 10 marzo 2021               | ISBN 978-4-75-757138-9      | 31 gennaio 2025             | ISBN 978-88-3355-648-2      |

La seconda parte del manga, disegnata da Sō Natsuki, è stata pubblicata sulla stessa rivista dal 7 dicembre 2021 al 28 ottobre 2022. I capitoli sono stati raccolti in tre tankōbon.
| Nº | Data di prima pubblicazione | Data di prima pubblicazione | Data di prima pubblicazione |
| Nº | Giapponese                  | Giapponese                  |                             |
| -- | --------------------------- | --------------------------- | --------------------------- |
| 5  | 7 febbraio 2022             | ISBN 978-4-75-757736-7      |                             |
| 6  | 7 luglio 2022               | ISBN 978-4-75-758005-3      |                             |
| 7  | 7 dicembre 2022             | ISBN 978-4-04-914037-8      |                             |

### Anime

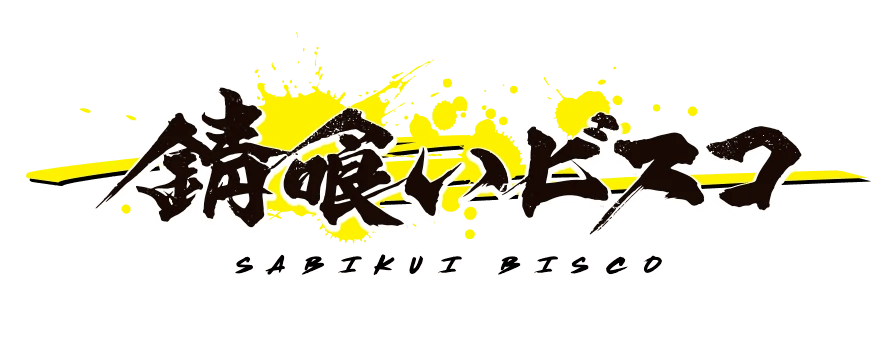
Logo della serie

L'anime è stato annunciato durante l'evento Kadokawa Light Novel Expo 2020 del 6 marzo 2021 e sarebbe stato prodotto dallo studio OZ. Lo staff comprende Atsushi Itagaki alla regia, Sadayuki Murai come sceneggiatore della serie, Ai Asari e Ikariya al character design e Takeshi Ueda e Hinako Tsubakiyama alla colonna sonora. È andato in onda dall'11 gennaio al 29 marzo 2022 su Tokyo MX e altri canali. La sigla di apertura è Kaze no oto sae kikoenai (風の音さえ聞こえない?) di JUNNA, mentre la sigla di chiusura la canzone è Hōkō (咆哮?) di Ryōta Suzuki e Natsuki Hanae interpretando i rispettivi personaggi. La serie è stata distribuita internazionalmente in versione sottotitolata in varie lingue, incluso l'italiano, su Crunchyroll.
Una seconda stagione è stata annunciata in occasione del 30° anniversario di Dengeki Bunko il 16 luglio 2023.
| Nº | Titolo italiano Giapponese 「Kanji」 - Rōmaji                           | In onda          | In onda |
| Nº | Titolo italiano Giapponese 「Kanji」 - Rōmaji                           | Giapponese       |         |
| 1  | L'uomo da 800.000 monete 「八十万日貨の男」 - Hachijūman nikka no otoko | 11 gennaio 2022  |         |
| 2  | Librarsi sui cardoncelli 「エリンギで跳ぶ」 - Eringi de tobu            | 18 gennaio 2022  |         |
| 3  | Cambio 「タッグ」 - Taggu                                               | 25 gennaio 2022  |         |
| 4  | Cavalca il granchio 「蟹に乗る」 - Kani ni noru                         | 1º febbraio 2022 |         |
| 5  | Il fortino dei bambini 「こどもたちの砦」 - Kodomo-tachi no toride      | 8 febbraio 2022  |         |
| 6  | Compagni e preda 「道連れと獲物」 - Michizure to emono                  | 15 febbraio 2022 |         |
| 7  | Il mangia-ruggine rubato 「奪われた錆喰い」 - Ubawareta sabikui         | 22 febbraio 2022 |         |
| 8  | Trappola diabolica 「外道の罠」 - Gedō no wana                          | 1º marzo 2022    |         |
| 9  | Ti amo 「きみを愛してる」 - Kimi o ai shiteru                           | 8 marzo 2022     |         |
| 10 | Tetsujin vive di nuovo 「復活のテツジン」 - Fukkatsu no Tetsujin        | 15 marzo 2022    |         |
| 11 | Io sono Bisco! 「おれがビスコだ！」 - Ore ga Bisuko da!                 | 22 marzo 2022    |         |
| 12 | Il duo di arco e freccia 「弓矢の二人」 - Yumiya no futari              | 29 marzo 2022    |         |

## Accoglienza
Sabikui Bisco è stata posizionata prima sia nella classifica delle light novel del 2018 che nella classifica dei migliori titoli emergenti dalla rivista Kono light novel ga sugoi!.